# Mala praxi
 Mala praxi és un terme que s'utilitza per referir-se a la responsabilitat professional pels actes realitzats amb negligència. La forma més coneguda de la mala praxi és la negligència mèdica o mala praxi mèdica, però aquesta també s'aplica a altres àmbits professionals com l'advocacia, la comptabilitat pública o privada, el tractament psicoterapèutic, etc.
En medicina, una mala praxi és un terme emprat per indicar una negligència "per acció o per omissió" en la prescripció de medicació o en l'acte mèdic (en una operació, etc..), de cara a reclamar la responsabilitat dels metges pels problemes que n'hagin pogut derivar.